# Coitus reservatus
El coito reservatus (del latín coitus, «coito o relación sexual, unión» y reservatus, «reservado»), es un tipo de continencia sexual masculina del semen. Es comúnmente considerado como una forma de relación sexual en la que el hombre durante la penetración intenta no eyacular dentro de la pareja receptiva, permaneciendo en la fase de meseta de las relaciones sexuales durante el mayor tiempo que sea posible para evitar la emisión seminal, generalmente con el objetivo de prolongar la penetración. Debe diferenciarse de la incapacidad de eyacular, que puede ocurrir por razones fisiológicas (o eyaculación retardada), en que el coito reservatus implica una decisión deliberada (y un esfuerzo correspondiente) por no eyacular.
Otro término que se utiliza para este tipo de relación es la palabra karezza, que fue acuñada por la obstetra, ginecóloga y educadora sexual estadounidense Alice Bunker Stockham (1833-1912), y de la que se cree que deriva de la palabra italiana carezza (caricia), para describir al coitus reservatus, aunque la idea ya estaba en práctica entre la comunidad de Oneida. Alan Watts creía, incorrectamente, que karezza era una palabra persa. El concepto de karezza está vagamente relacionado con los de Maithuna en el Tantra y Sahaja en el Yoga.
Tanto hindúes como budistas, estoicos y rosacruces han utilizado el «coitus reservatus» o karezza como práctica esotérica.[cita requerida]

## Técnica
La práctica del coitus reservatus consiste en contener la eyaculación, prolongando la fase de meseta para ambos miembros de la pareja con el objeto de que el otro alcance el orgasmo una o más veces.  La práctica permite la pérdida de la erección mientras el pene todavía está insertado, sin que haya eyaculación. El coitus reservatus también se puede utilizar como técnica anticonceptiva rudimentaria, como el coitus interruptus, pero su eficacia es igual de problemática en ausencia de otro método anticonceptivo, en tanto requiere un alto grado de motivación, además de que puede producirse un embarazo a partir de los espermatozoides presentes en el líquido preseminal.

## Historia del concepto
El coitus reservatus se practicaba en la antigua China y quizás en la antigua India. El coitus reservatus suele asociarse a rituales y ritos secretos en estas regiones. En estas sociedades existía la creencia de que una pérdida excesiva de yang, la esencia seminal masculina secretada en la eyaculación, disminuiría el vigor del hombre y lo haría menos capaz de tener descendencia masculina. La forma de evitarlo era mantener relaciones sexuales hasta que la mujer tuviera su orgasmo y así ella recuperara algo de su esencia yin. El hombre, por su parte, no debía eyacular, sino que mantenía el pene en la vagina hasta que se le pasara la erección. Esto requería cierto entrenamiento, y los maestros taoístas enseñaban a los hombres a ejercer presión con su dedo sobre la uretra entre el escroto y el ano. Esto impedía la eyaculación del semen, y con el tiempo quienes se convertían en verdaderos «adeptos» aprendían a contener la eyaculación sin utilizar los dedos.
En Occidente, la práctica del coitus reservatus fue mencionada por primera vez en Estados Unidos por John Humphrey Noyes, un socialista utópico que integró esta práctica sexual en los valores que desarrolló para su comunidad de Oneida. En 1872, en su folleto Male Continence (lit., Continencia masculina), presenta los beneficios de la retención de la eyaculación en los hombres. El concepto fue retomado por la ginecóloga Alice Bunker Stockham, quien le dedicó un libro, Karezza, en 1896. Stockham también aborda esta práctica desde un ángulo esotérico, pero de una manera más pragmática, presentándola como beneficiosa para el entendimiento espiritual dentro de las parejas y conducente a un mejor control de la natalidad.

## Controversia
Alice Stockham fue llevada a juicio y obligada a dejar de enseñar la práctica de la karezza en los Estados Unidos. Como fue el caso con muchos otros reformistas sexuales, la dra. Stockham fue enjuiciada por el activista antivicio Anthony Comstoc. La prensa atacó a la comunidad de Oneida y Noyes, su líder, huyó a Canadá cuando se emitió una orden de captura en su contra por estupro el 22 de junio de 1879.  Desde ese país, sin embargo, siguió aconsejando a otros.